# Hunga (Vava'u)
Hunga è un'isola dell'arcipelago delle Tonga, nell'Oceano Pacifico. Amministrativamente appartiene alla divisione Vava'u, nel distretto di Motu.
Hunga è una delle isole più grandi dell'arcipelago Vavaʻu. Si trova all'estremità occidentale, insieme a Luafatu, Luamoko, Kalau, Fofoa, Foelifuka e Foeata, forma il proprio gruppo di isole quasi contigue con una piccola laguna. A est, le isole più vicine sono Nuapapu e Vaka'eitu ed a sud Totokafonua. Hunga forma una piccola laguna a sud con le sue isole sorelle, in cui si trovano le isole di Valetoamamaha e Valetoakakau. 
Il capoluogo dell'isola si trova all'estremità settentrionale della laguna. L'isola ha una popolazione di 172 abitanti nel 2021.